# Walter Möller (Widerstandskämpfer, 1905)
Walter Möller (* 28. Januar 1905; † 1. August 1933 in Altona) war ein Hamburger Antifaschist. Er wurde 1933 in einem von der NS-Justiz inszenierten Prozess zum Altonaer Blutsonntag des Mordes schuldig gesprochen und hingerichtet. Am 13. November 1992 wurde das Urteil vom Landgericht Hamburg als NS-Unrechtsurteil aufgehoben.

## Leben

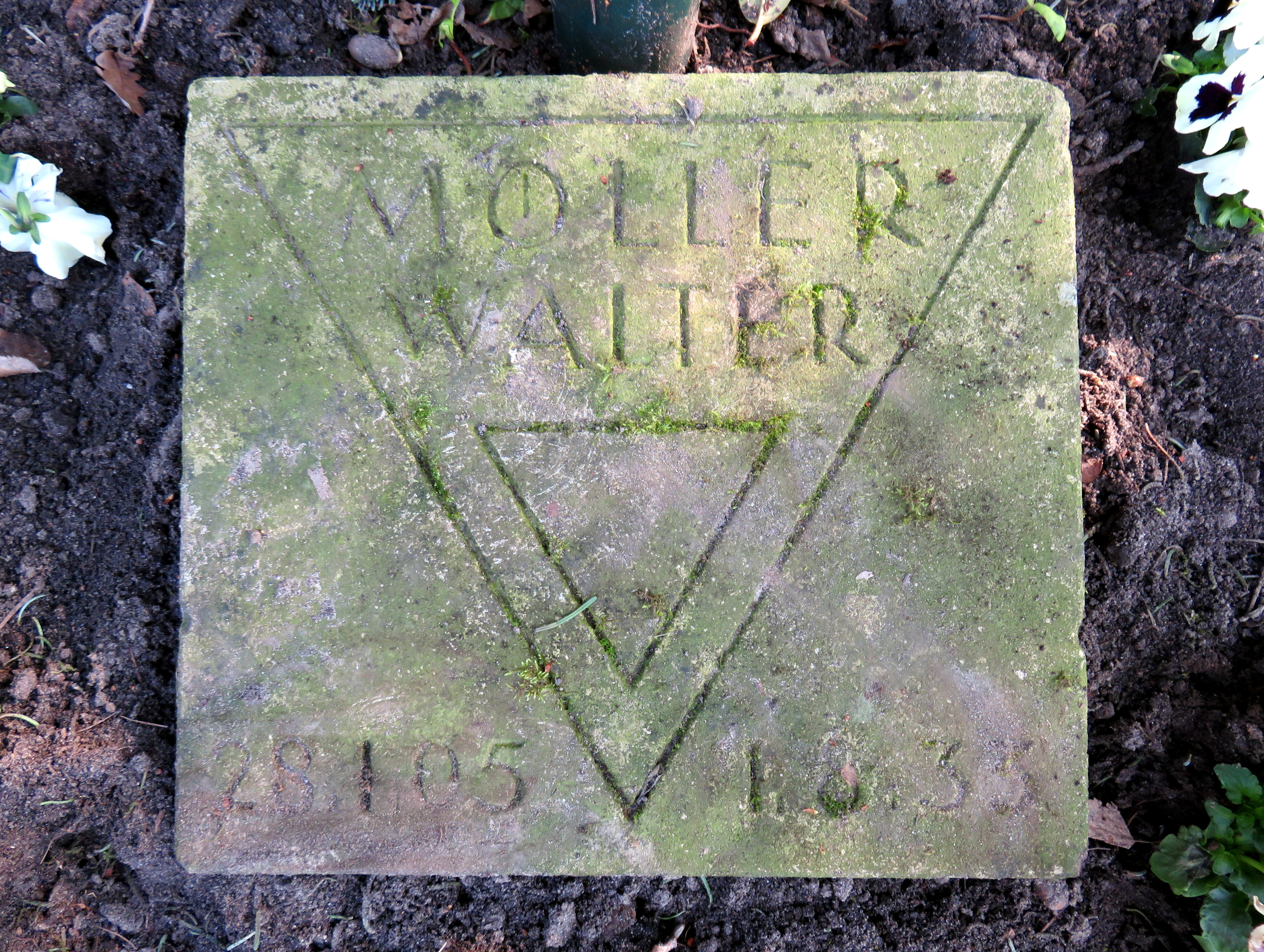
Walter Möller im Ehrenhain auf dem Ohlsdorfer Friedhof

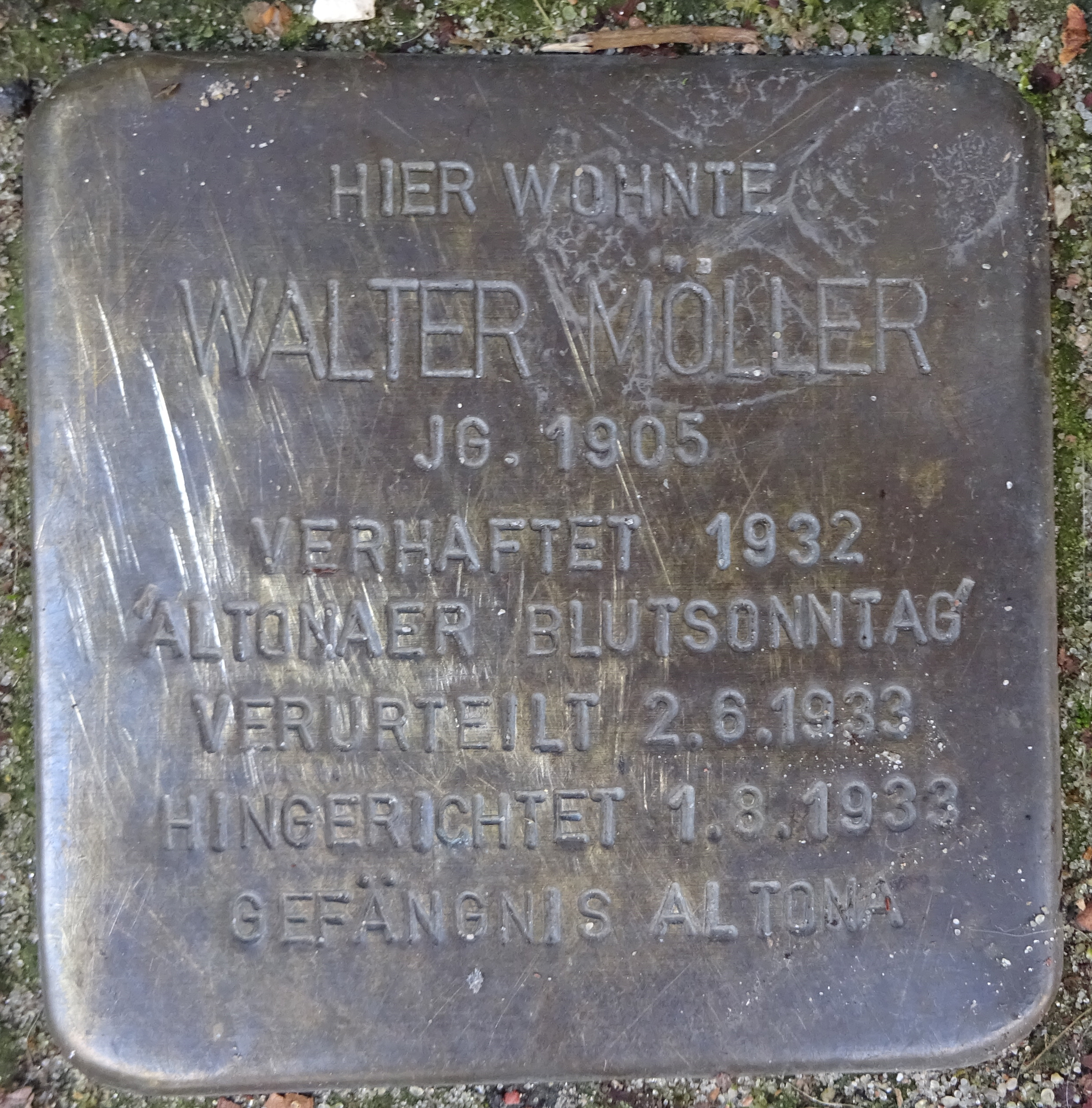
Stolperstein Kegelhofstraße 13

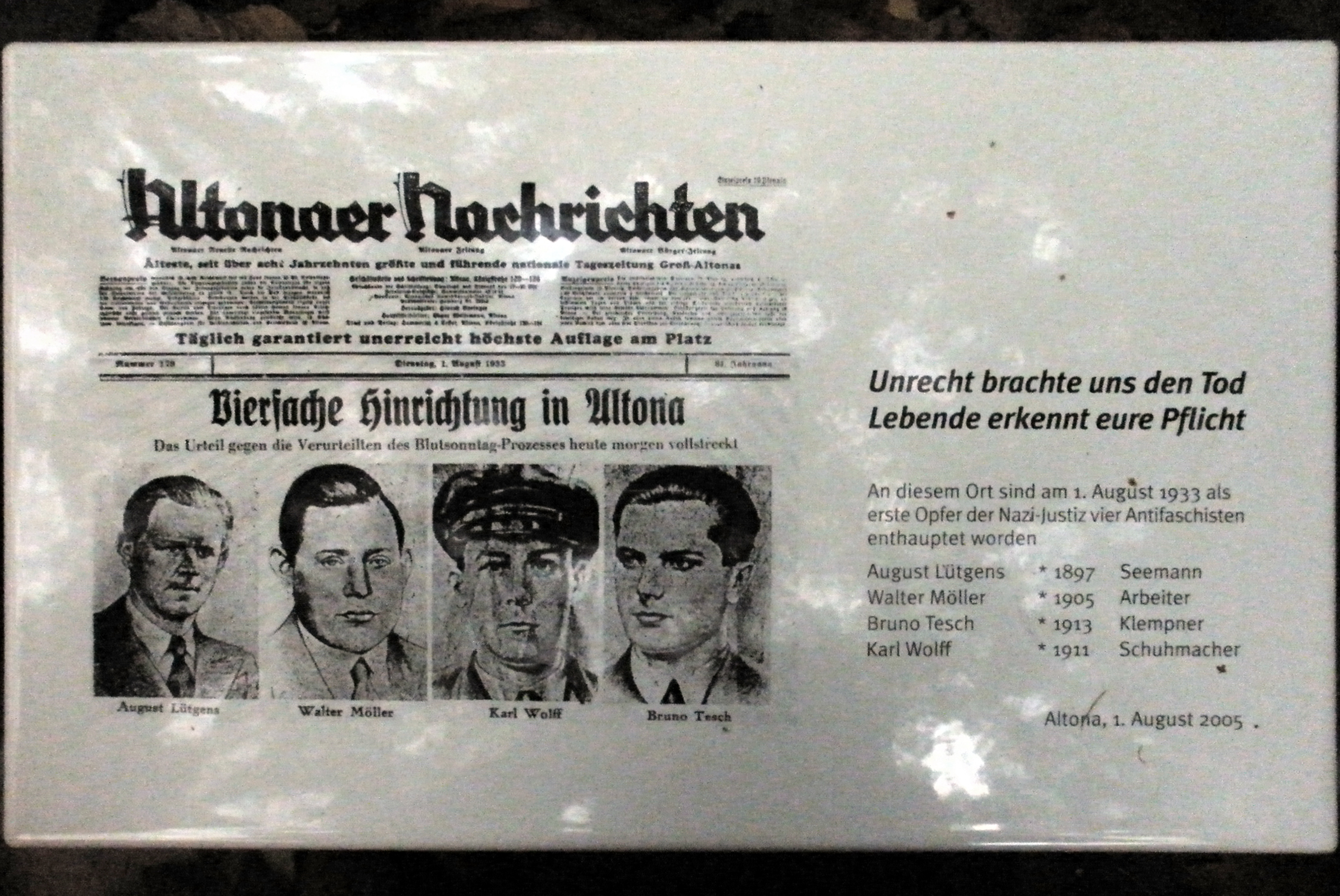
Gedenktafel hinter Amtsgericht Altona

Walter Möller wuchs in einer norddeutschen Arbeiterfamilie auf. Er war „Gelegenheitsarbeiter“, arbeitete mal als Packer, mal als Beifahrer oder was sonst der Hamburger Arbeitsmarkt gerade bot. Ab 1931 war er erwerbslos.
Möller war Mitglied des KJVD und der aus dem Kampfbund gegen den Faschismus hervorgegangenen Antifaschistischen Aktion in Eppendorf, wo er in der Kegelhoffstraße 13 wohnte. Am 17. Juli 1932 unterstützte er die Altonaer Arbeiterschaft bei ihrem Versuch, einen Aufmarsch von SA-Leuten zu verhindern. Als es zu Tumulten zwischen der Polizei und den antifaschistischen Demonstranten kam, die einhergingen mit einer wilden Schießerei, flüchtete Möller in einen Hinterhof, wo er kurze Zeit später zusammen mit Karl Wolff von einem Einsatzkommando der Sicherheitspolizei festgenommen wurde.
Nachdem es bereits im Herbst 1932 zu einer kurzzeitigen Untersuchungshaft mit abschließender Einstellung des Strafverfahrens gekommen war, wurde er in einem inszenierten Prozess von einem Sondergericht beim Landgericht Altona am 8. Mai 1933 mit 14 weiteren Beschuldigten angeklagt, am Tod der SA-Männer Heinrich Koch und Peter Büddig beteiligt gewesen zu sein.
Zur Tragik des „Altonaer Blutsonntag“ gehört es, dass die Polizeitruppen zu dieser Zeit vom sozialdemokratischen Innenminister Preußens Carl Severing befehligt wurden. Drei Tage später führte dieses Ereignis nicht nur mittelbar zur Absetzung Severings, sondern diente als Vorwand für die illegitime, als Staatsstreich durchgeführte Absetzung der SPD-Regierung.

## Gedenken
- Im Ehrenhain Hamburgischer Widerstandskämpfer auf dem Hamburger Friedhof Ohlsdorf befindet sich ein Kissenstein für Walter Möller (vierte Reihe von links, zwölfter Stein).
- In Eppendorf liegt ein Stolperstein für Walter Möller vor seiner letzten Wohnadresse Kegelhofstraße 13, und vor dem Eingang des Amtsgerichts in der Max-Brauer-Allee 89 wurden vier im Quadrat angeordnete Stolpersteine verlegt: für August Lütgens, Karl Wolff, Walter Möller und Bruno Tesch.
- In Altona ist der Walter-Möller-Park nach ihm benannt.
- An der Hinrichtungsstätte, der Stelle des früheren Gefängnishofes am Rande eines Spielplatzes im Wohngebiet hinter dem Gerichtsgebäude des heutigen Amtsgerichts Hamburg-Altona, gibt es heute eine Gedenkstätte.